# Erhard Thomas
Erhard Thomas (* 7. September 1940 in Gödenroth) ist ein deutscher ehemaliger Journalist und politischer Beamter. Er war von 1990 bis 2004 Regierungssprecher der Landesregierung Brandenburg und von 2004 bis 2009 Beauftragter der Landesregierung für medienwirtschaftliche und medienpolitische Aufgaben, von 1994 bis 2009 als Staatssekretär in der Staatskanzlei.

## Leben

### Ausbildung
Thomas studierte Germanistik, Theaterwissenschaften und vergleichende Religionswissenschaften.

### Berufsweg und Wirken
Erhard Thomas arbeitete von 1968 bis 1974 als Redakteur und Korrespondent beim Westdeutschen Rundfunk in Köln. Danach war er von 1974 bis 1990 Korrespondent in den ARD-Studios Bonn, Washington, D.C. und Ost-Berlin.
Im November 1990 wurde er Regierungssprecher der Landesregierung Brandenburg unter Ministerpräsident Manfred Stolpe (SPD). Im Jahr 1994 wurde er zum Staatssekretär ernannt. Zusätzlich war er von 1994 bis 1999 Medienbeauftragter der Landesregierung bis zur Abschaffung des Postens im Zuge der Bildung der Großen Koalition im Oktober 1999. Stattdessen wurde im Jahr 2000 Bernd Schiphorst als Medienbeauftragter der Länder Berlin und Brandenburg eingesetzt. Bei dem Regierungswechsel im Juni 2002 zu Matthias Platzeck blieb Thomas als Regierungssprecher im Amt. Er übernahm 2004 als Staatssekretär die Funktion des Beauftragten der Landesregierung für medienwirtschaftliche und medienpolitische Aufgaben in der Staatskanzlei. Im Jahr 2009 schied er aus diesem Amt aus. Er wurde 2024 Mitglied im Radio B2 GmbH-Redaktionsbeirat.

## Auszeichnungen (Auswahl)
- Verdienstorden des Landes Brandenburg (2015)